# Список станций Днепровского метрополитена

Схема Днепровского метрополитена

Это список станций Днепровского метрополитена — системы линий метрополитена в Днепре (Украина).

## Центрально-Заводская линия
| Название станции                           | Дата открытия        | Прежние названия                         | Тип станции                       | Вид станции |
| ------------------------------------------ | -------------------- | ---------------------------------------- | --------------------------------- | ----------- |
| «Покровская» (укр. Покровська)             | 29 декабря 1995 года | Коммунаровская (29.12.1995 — 25.11.2015) | Колонная мелкого заложения        |             |
| «Проспект Свободы» (укр. Проспект Свободи) | 29 декабря 1995 года |                                          | Односводчатая глубокого заложения |             |
| «Заводская» (укр. Заводська)               | 29 декабря 1995 года |                                          | Односводчатая глубокого заложения |             |
| «Металлургов» (укр. Металургів)            | 29 декабря 1995 года |                                          | Односводчатая глубокого заложения |             |
| «Метростроителей» (укр. Метробудівників)   | 29 декабря 1995 года |                                          | Односводчатая глубокого заложения |             |
| «Вокзальная» (укр. Вокзальна)              | 29 декабря 1995 года |                                          | Колонная глубокого заложения      |             |
| «Театральная» (укр. Театральна)            | декабрь 2024 года    |                                          | Односводчатая глубокого заложения |             |
| «Центральная» (укр. Центральна)            | декабрь 2024 года    |                                          | Пилонная глубокого заложения      |             |
| «Музейная» (укр. Музейна)                  | декабрь 2024 года    |                                          | Пилонная глубокого заложения      |             |
| Днепр (укр. Дніпро)                        | неизвестна           |                                          |                                   |             |
| «Южный вокзал» (укр. Південний вокзал )    | неизвестна           |                                          |                                   |             |
| Мандрыковская (укр. Мандриківська)         | неизвестна           |                                          |                                   |             |
| «Космическая» (укр. Космічна)              | неизвестна           |                                          |                                   |             |
| «Бульвар Славы» (укр. Бульвар Слави)       | неизвестна           |                                          |                                   |             |
| «Проспект Героев» (укр. Проспект Героїв)   | неизвестна           |                                          |                                   |             |
| «Сокол» (укр. Сокіл)                       | неизвестна           |                                          |                                   |             |
| «Тополиная» (укр. Тополина)                | неизвестна           |                                          |                                   |             |

## Синяя линия
| Название станции                               | Дата открытия | Прежние названия | Тип станции | Вид станции |
| ---------------------------------------------- | ------------- | ---------------- | ----------- | ----------- |
| Харьковская (укр. Харківська)                  | неизвестна    |                  |             |             |
| Калиновская (укр. Калинівська)                 | неизвестна    |                  |             |             |
| Индустриальная (укр. Індустріальна)            | неизвестна    |                  |             |             |
| «Воронцовская (укр. Воронцовська)              | неизвестна    |                  |             |             |
| «Европейская площадь» (укр. Європейська площа) | неизвестна    |                  |             |             |
| «Пушкинская» (укр. Пушкінська)                 | неизвестна    |                  |             |             |
| «Рабочая» (укр. Робоча)                        | неизвестна    |                  |             |             |
| «Спортивная» (укр. Спортивна)                  | неизвестна    |                  |             |             |